# Середня держава

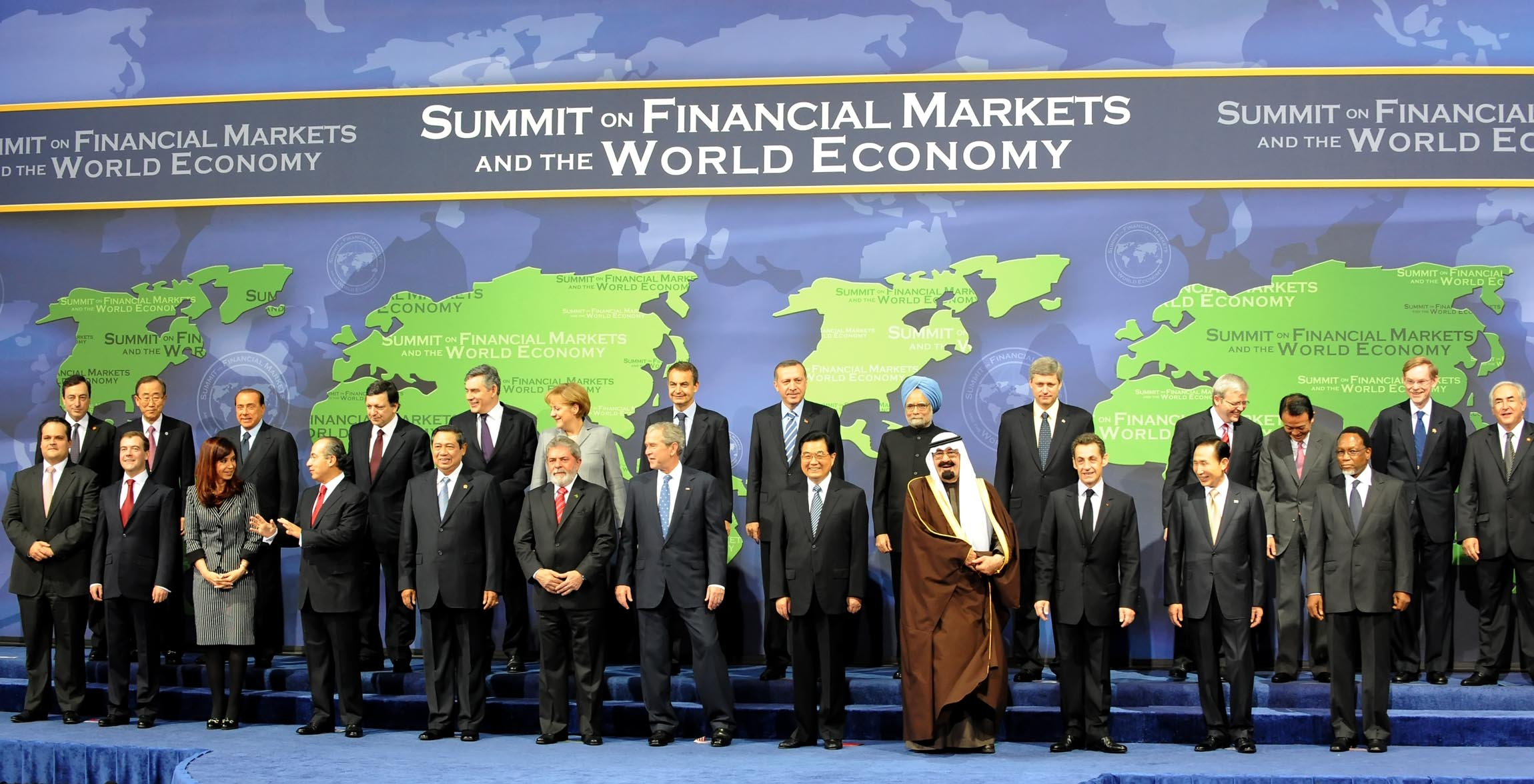
Лідери країн G20 та інші присутні на Вашингтонському саміті G-20 у 2008 році. Більшість членів G20 є середніми державами, а деякі - великими державами.

У сфері міжнародних відносин середня держава — визначається як незалежна держава, яка не досягла статусу великої або наддержави, але все ще має значущий або помірний вплив у міжнародному співтоваристві і отримує міжнародне визнання.
Ідея «середньої держави» виходить з європейської традиції управління державою. У кінці XVI століття італійський політичний мислитель Джованні Ботеро класифікував світ на три види держав: grandissime (великі держави), mezano (середні держави) і piccioli (малі держави). За його словами, mezano, або середня влада, "має достатньо сили та авторитету, щоб існувати самостійно, не потребуючи допомоги від інших".

## Історія та визначення
Жоден узгоджений стандартний метод не визначає, які держави є середніми державами, окрім широкого уявлення про те, що середні держави – це держави, які мають «помірну» здатність впливати на поведінку інших держав, на відміну від малих держав, які мають «невелику» здатність впливати на . Деякі дослідники використовують статистику валового національного продукту (ВНП), щоб скласти списки середніх сил у всьому світі. Економічно середні сили – це, як правило, ті, які не вважаються надто «великими» або надто «маленькими», як би це не було визначено. Однак економія не завжди є визначальним фактором. У первісному розумінні цього терміну середня сила була такою, що мала певний вплив у всьому світі, але не домінувала в жодній сфері. Однак це використання не є універсальним, і деякі визначають середню силу як державу, яку можна вважати регіональною державою .

Жоден узгоджений стандартний метод не визначає, як окреслювати середні держави, за винятком широкого уявлення про те, що це такі держави, які мають "помірну" здатність впливати на інші країни, на відміну від малих держав, які мають "невеликий" вплив. Деякі дослідники використовують статистику валового національного продукту (ВНП), щоб скласти списки середніх сил у всьому світі. Економічно середні держави, зазвичай, визначаються як ті, які не вважаються ані занадто "великими", ані занадто "малими", незалежно від конкретного визначення. Проте, економічні показники не завжди є визначальним фактором. Початково середня сила визначалася як держава, яка має певний вплив у всьому світі, але не домінує ні в одній сфері. Однак це трактування не є універсальним, і деякі дослідники розглядають середню державу як силу, котру можна визнати як ту, що може впливати на весь регіон.

За словами вчених з Університету Лестера та Університету Ноттінгема :
Статус середньої держави зазвичай визначають одним із двох способів. Традиційний і найпоширеніший спосіб полягає в агрегуванні критичних фізичних і матеріальних критеріїв для ранжування держав відповідно до їхніх відносних можливостей. Оскільки можливості країн відрізняються, їх класифікують як наддержави (або великі держави), середні держави або малі держави. Зовсім недавно з'явився другий метод визначення статусу середньої держави, який зосереджується на поведінкових характеристиках. Згідно з ним, середні держави можна відрізнити від наддержав і малих держав через їхню зовнішньополітичну поведінку - середні держави виокремлюють для себе нішу, переслідуючи вузьке коло і конкретні типи зовнішньополітичних інтересів. Таким чином, середні держави - це країни, які використовують свої відносні дипломатичні навички на благо міжнародного миру і стабільності.
За словами Едуарда Джордана з Сінгапурського університету менеджменту :
Всі середні держави проявляють зовнішньополітичну активність, спрямовану на стабілізацію та легітимізацію світового порядку, переважно через спільні та багатосторонні ініціативи. Однак, можна розрізнити нові та традиційні середні держави за їхніми взаємовпливовими конститутивними та поведінковими відмінностями. Конституційно традиційні середні держави характеризуються багатством, стабільністю, егалітаризмом, соціал-демократичним підходом та відсутністю значущого регіонального впливу. З погляду поведінки, їхня регіональна орієнтація є слабкою та неоднозначною, при цьому вони формують ідентичності, відмінні від могутніх держав у своїх регіонах, і реагують на глобальні реформи. Насупроти цього, розвиваючись середні держави є напівпериферійними, з матеріальною нерівністю та недавно впровадженою демократією, які виявляють великий регіональний вплив і самоідентифікацію. З точки зору поведінки, вони обирають реформістські, а не радикальні глобальні зміни, виявляють сильну регіональну орієнтацію на користь регіональної інтеграції, але також намагаються конструювати ідентичності, відмінні від ідентичностей слабких держав у їхньому регіоні. 

Інше трактування, яке надає Ініціатива середніх держав (ІСД), програма Інституту глобальної безпеки, визначає "країни середньої влади" як політично й економічно важливі країни, що мають міжнародне визнання і відмовилися від гонки ядерних озброєнь. Цей статус надає їм великий міжнародний статус і довіру. Однак, відповідно до цього визначення, ядерні держави, такі як Індія та Пакистан, а також країни, які є учасниками ядерного обміну в рамках НАТО, не вважаються середніми державами.

### Дипломатія середніх держав
За словами Лори Нік з Асоціації міжнародних досліджень :
Незважаючи на те, що термін "середня держава" може викликати певну концептуальну невизначеність, середні держави зазвичай визначаються головним чином за своєю міжнародною поведінкою, що часто називається "дипломатією середньої сили". Це включає тенденцію шукати багатосторонні рішення міжнародних проблем, ухилятися від радикальних позицій у міжнародних конфліктах та дотримуватися поняття "хорошого міжнародного громадянства". Суть середніх держав полягає в тому, що вони віддають перевагу збереженню міжнародного порядку та миру, спираючись на свій відносний економічний стан, управлінські навички та міжнародний престиж. Середні держави активно сприяють утриманню міжнародного порядку, будуючи коаліції, виступаючи в ролі посередників та учасників миротворчої діяльності, наприклад, в рамках ООН. Цю інтернаціоналістську діяльність середні держави здійснюють на основі ідеалістичного імперативу, який вони асоціюють із бажанням бути активними утримувачами свого статусу середньої сили. Це передбачає взяття на себе моральної відповідальності та колективної здатності захищати міжнародний порядок від потенційних загроз, включаючи, за необхідності, великі держави. Цей імператив набував особливої важливості в періоди найбільшого напруження під час холодної війни. 
Згідно із висловлюванням вченого з міжнародних відносин Аннет Бейкер Фокс, відносини між середніми та великими державами проявляють складніші механізми поведінки та переговорів, ніж це часто припускалося. Як стверджує Сої Йошіхіде, поняття "середня влада" не обмежується лише розмірами держави, військовою або економічною потужністю. Визначальним елементом є "дипломатія середньої сили", яка визначається областю, куди держава вкладає свої ресурси та знання. Держави середньої сили уникають прямої конфронтації з великими державами, але вони розглядають себе як "моральних діячів" та знаходять свою роль у певних сферах, таких як права людини, охорона навколишнього середовища та регулювання зброї. Зазначається, що середні держави відіграють активну роль у процесі транснаціональної інституційної будови. У той же час науковці виявили антагоністичні та конкурентні відносини між середніми державами, а також їхню здатність використовувати м'яку силу для досягнення своїх цілей, як у випадку конфлікту між Єгиптом і Ізраїлем на африканському континенті.
Характеристики дипломатії середніх держав включають: 
- Відданість багатосторонності через глобальні інституції та союз з іншими середніми державами. [8]
- Високий ступінь проникнення громадянського суспільства в зовнішню політику країни.
- Країна, яка відображає та формує свою національну ідентичність через «нову зовнішню політику»: підтримання миру, безпека людини, Міжнародний кримінальний суд та Кіотський протокол

Ініціатива середніх держав наголошує на важливості здійснення дипломатії саме серед таких держав. Завдяки ІСД восьмьох міжнародних неурядових організацій можуть співпрацювати головним чином з урядами країн середньої влади з метою сприяння та навчання держав, обладнаних ядерною зброєю, приймати конкретні заходи для зменшення ядерної небезпеки та розпочати переговори щодо ліквідації ядерної зброї. Країни, що мають статус середньої потужності, відзначаються особливим впливом у питаннях, пов'язаних із контролем за озброєнням, оскільки вони є політично та економічно важливими країнами, що користуються міжнародним визнанням, і водночас вони відмовилися від участі в гонці за ядерною зброєю, що надає їм значну політичну довіру.

### Самовизначення національних держав
Термін вперше ввійшов у політичний дискурс Канади після Другої світової війни. Прем’єр-міністр Луї Сен-Лоран визначив Канаду як "державу середнього рангу" і сприяв формулюванню класичного визначення канадської дипломатії середньої сили. Під час плідного обговорення можливості обрання Канади до Ради Безпеки Організації Об'єднаних Націй він вказав, що незважаючи на "особливий характер відносин [Канади] з Сполученим Королівством і Сполученими Штатами, що ускладнює нашу відповідальність", Канада не є "сателітом" жодної з них. Вона продовжить приймати об’єктивні рішення, враховуючи свої зобов'язання перед власним народом і інтересами у добробуті міжнародного співтовариства. Канадські лідери розглядали Канаду як середню силу, оскільки вона була меншим партнером у великих альянсах, брала активну участь у вирішенні конфліктів поза своєю областю (наприклад, Суецька криза), не мала колоніального минулого, діяла нейтрально в антиколоніальному контексті, активно взаємодіяла з Організацією Об'єднаних Націй, представляючи інтереси менших націй та запобігаючи домінуванню великих держав (часто обираючись до Ради Безпеки ООН з цією метою). Крім того, Канада брала участь у гуманітарних та миротворчих ініціативах по всьому світу.
У березні 2008 року прем'єр-міністр Австралії Кевін Радд визначив зовнішню політику своєї країни як "дипломатію середньої сили" на підставі подібних критеріїв. Згідно з цим підходом, Австралія планує "впливати на прийняття рішень міжнародними гравцями" з питань, таких як "глобальні економічні, безпекові та екологічні проблеми". 

### Зростаюче значення в 21 столітті
Американський політолог Кліфф Купчан охарактеризовує середні держави як "країни зі значними ресурсами впливу в геополітиці", хоча вони залишаються "менш потужними, ніж дві світові супердержави — Сполучені Штати та Китай". Проте Купчан наголошує, що середні держави, особливо на Глобальному Півдні, мають більше влади, агентури та "геополітичної ваги" у 21 столітті, зокрема в 2020-х роках, ніж будь-коли після Другої світової війни. Він ідентифікує Бразилію, Індію, Індонезію, Саудівську Аравію, Південну Африку та Туреччину як провідні середні держави та називає їх "гойдальними державами", які можуть впливати на динаміку влади завдяки своїй неприєднаності до більшості великих держав. Спільними рисами цих шести країн є членство у G20, швидке економічне зростання та активна участь у важливих світових подіях, таких як російське вторгнення в Україну та міжнародні заходи з питань клімату.
Купчан пояснює виникнення сильніших середніх держав за допомогою кількох історичних подій у міжнародній системі, включаючи слабку біполярність між США та Китаєм, яка відрізняється від жорсткої розділеності під час холодної війни та подальшої гегемонії США після розпаду Радянського Союзу. Також важливою є поступова тенденція деглобалізації, що сприяла формуванню регіональних геополітичних і геоекономічних відносин, де середні держави мають більший вплив. Наприклад, розпад міжнародного енергетичного ринку збільшив важливість Саудівської Аравії, яка є великим експортером енергії, на менших регіональних ринках. Купчан також зауважує, що ці середні держави вміють використовувати суперництво між великими державами для зміцнення власного впливу, захисту власних інтересів або здійснення зовнішньополітичних ініціатив.

## Збіги між великими та середніми державами
Збіги між списками середніх і великих держав показують, що немає одностайної згоди між дослідниками у цій галузі міжнародних відносин.
. Країни, такі як Китай, Франція, Росія, Сполучене Королівство та Сполучені Штати, зазвичай розглядаються як великі держави через їхнє економічне, військове або стратегічне значення, а також через їхній статус ядерних держав і постійні місця в Раді Безпеки ООН. Деякі вчені також визнають Німеччину та Японію як великі держави, але це пов'язано, головним чином, з їхньою розвиненою економікою та глобальним впливом, а не військовим чи стратегічним потенціалом. Однак іноді джерела вказують на те, що ці країни можуть бути розглянуті як середні держави.
Дехто в галузі міжнародних відносин, як-от Джон Кіртон і Роберто Гімено, стверджують, що Італія є великою державою завдяки своєму статусу та членству в G7 і НАТО Quint . Крім того, згідно зі звітом Гаазького центру стратегічних досліджень (HCSS) за 2014 рік, Італія входить до числа великих держав. Хоча широка академічна підтримка Індії як великої держави є незвичною, деякі політологи, такі як Малік Мохан і доктор Збігнєв Бжезінський, вважають Індію також великою державою. Подібним чином Бразилію іноді називають великою державою через її економічну могутність і вплив, а Італію часом вважають великою державою завдяки цим факторам, а також її культурній потужності.
Наступні вісім країн у певний момент після закінчення холодної війни вважалися науковцями та іншими експертами великими державами, а також середніми державами:
- Бразилія[23][24][25][26]
- Франція[14][27]
- Німеччина[28][29][27]
- Індія[30][31][32][33][27]
- Італія[34][35][36]
- Японія[37][38][27]
- Росія[39][40]
- Велика Британія[14][41][27]

Сполучені Штати і Китай вважаються багатьма вченими такими, що перевищують традиційний критерій великої держави або, натомість, є наддержавами, і тому не є такими. перераховані.

## Список середніх держав
Подібно до великих держав, немає загальної узгодженості серед міжнародної спільноти щодо того, які країни можна вважати середніми державами. Списки таких країн часто викликають різноманітні дискусії, і вони зазвичай включають як великі країни (наприклад, Аргентину), так і відносно менші (наприклад, Норвегію). Очевидно, що не всі середні сили мають однаковий статус; деякі можуть розглядатися як регіональні держави та члени G20 (наприклад, Австралія), тоді як інші можуть вважатися меншими державами (наприклад, Чехія). Деякі більші середні держави також відіграють ключову роль в ООН та інших міжнародних організаціях, таких як СОТ.
Внизу наведено перелік 54 країн, які в певний період часу, починаючи з епохи після холодної війни, розглядалися як середні держави за визначенням вчених та інших експертів. Країни-учасниці G-20 з великими економіками вказані жирним шрифтом, за винятком країн, які є членами Європейського Союзу і беруть участь у ньому колективно:

## Дивись також
- Сила (міжнародні відносини)
- Регіональна влада
- М'яка сила
- Об’єднання заради консенсусу

## Подальше читання
- Зміна влади в Азіатсько-Тихоокеанському регіоні? Підйом Китаю, китайсько-американська конкуренція та прихильність регіональної середньої влади (Енріко Фелс ( Боннський університет ))
- Слабкі держави в міжнародній системі (Михаель І. Гендель)
- Переміщення середніх держав: Австралія та Канада у мінливому світовому порядку (інформація про книгу)
- Інтернаціоналізм середньої влади (інформація про книгу)
- Новітні держави: управління в глобальному порядку, що змінюється (річний звіт Центру міжнародних відносин Королеви)

## зовнішні посилання
- Середня держава в онлайн-версії «Encyclopædia Britannica».  (англ.)
- Middle Powers Initiative